# سمیر آغایف
سمیر آغایف (ترکی آذربایجانی: Samir Ağayev؛ زادهٔ ۲۵ مهٔ ۲۰۰۲) بازیکن فوتبال است.
وی همچنین در تیم ملی فوتبال زیر ۱۹ سال جمهوری آذربایجان بازی کرده‌است.